# 할리우드 왁스 박물관

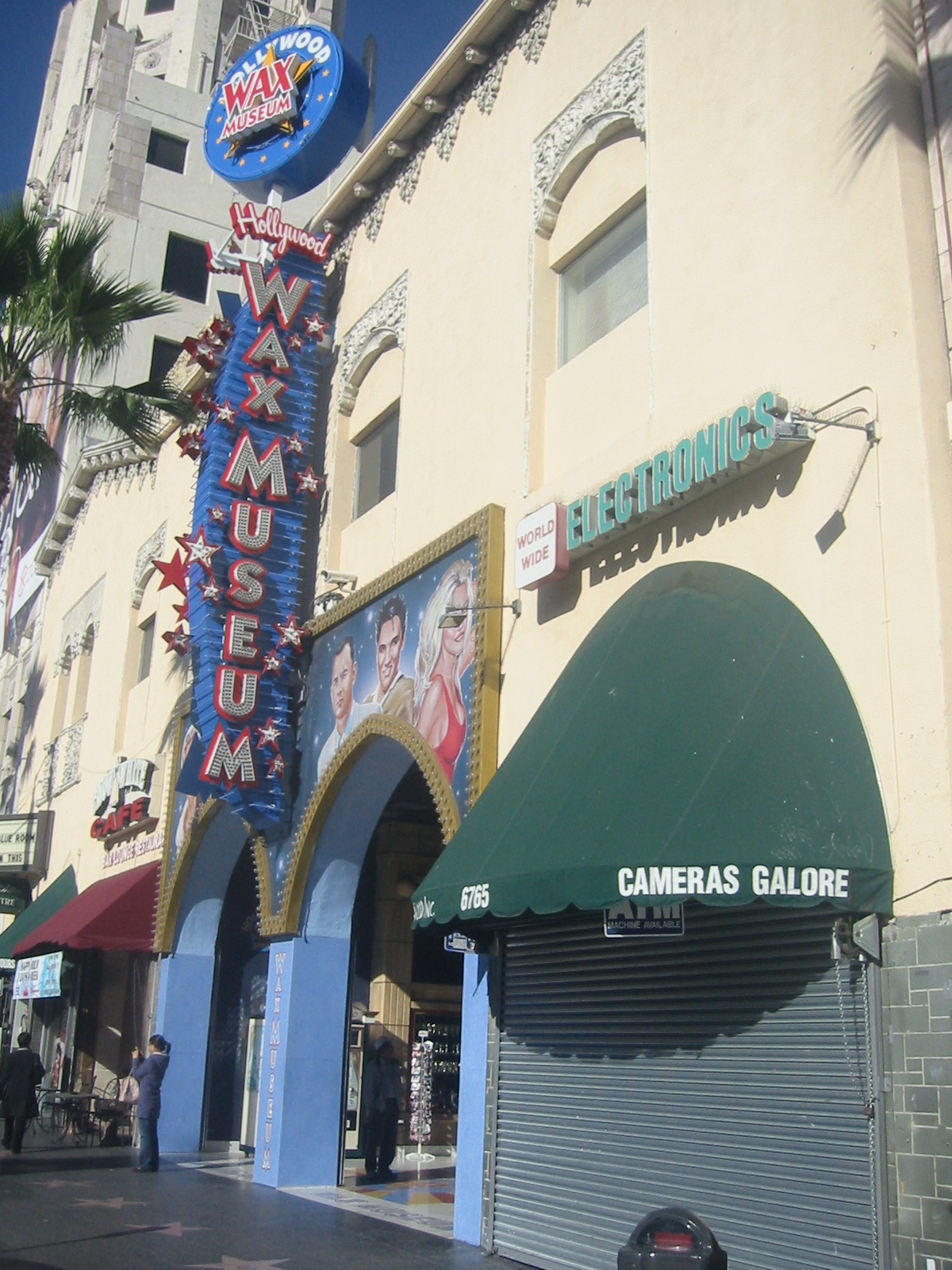
할리우드 왁스 박물관

할리우드 왁스 박물관(영어: Hollywood Wax Museum)은 미국 캘리포니아주 할리우드에 위치한 박물관이다.